# Nagia amplificans
Nagia amplificans is een vlinder uit de familie spinneruilen (Erebidae). De wetenschappelijke naam is voor het eerst geldig gepubliceerd in 1858 door Walker.
De soort komt voor in tropisch Afrika.